# Savang sulphuratus
Savang sulphuratus är en skalbaggsart som beskrevs av Carlo Pesarini och Andrea Sabbadini 1997. Savang sulphuratus ingår i släktet Savang och familjen långhorningar. Inga underarter finns listade i Catalogue of Life.